# Abura-sumashi

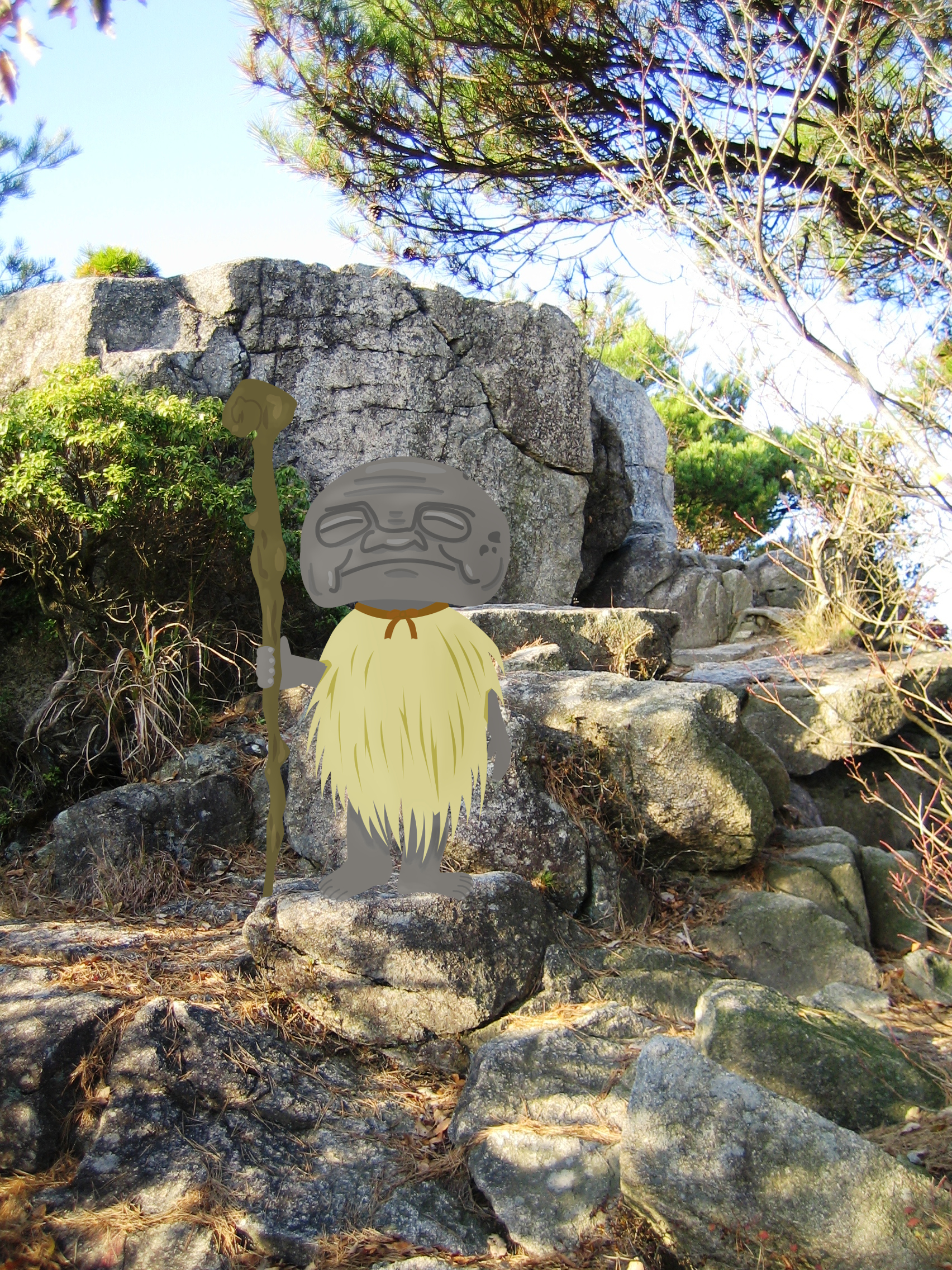
Mô tả của Abura sumashi

Abura-sumashi (油すまし (Du Tráp) "Kẻ ép dầu") là một sinh vật từ văn hóa dân gian của Amakusa ở quận Kumamoto.

## Thần thoại
Linh hồn này, khiến mọi người ngạc nhiên trên đèo núi Kusazumigoe, được cho là hồn ma của một người lấy trộm dầu.
Vào thời trước điện, dầu là một mặt hàng rất có giá trị, cần thiết để thắp sáng và sưởi ấm một ngôi nhà. Như vậy, hành vi trộm cắp dầu, đặc biệt là từ các đền thờ và miếu, có thể dẫn đến hình phạt thông qua tái sinh thành một yêu quái.
Trong các phương tiện truyền thông hiện đại, Abura sumashi thường được mô tả là "một sinh vật ngồi xổm với cơ thể phủ rơm và đầu giống như khoai tây hoặc đá," một ngoại hình lấy cảm hứng từ tác phẩm nghệ thuật của Shigeru Mizuki.